# Anahí de Cárdenas
Pour les articles homonymes, voir Cárdenas.
Anahí de Cárdenas, née le 14 juin 1983 à Lima, est une actrice, modèle, danseuse et chanteuse péruvienne.

## Filmographie
- 2008 : Máncora : Ana Maria
- 2006-2008 : Esta sociedad (es) (série télévisée) : Úrsula "Uchi" (19 épisodes)
- 2008 : Gods : Andrea
- 2011 : Lalola (série télévisée) : Romina
- 2011 : La perricholi (série télévisée) : Rosa María de Altamirano
- 2011 : El Guachiman : Sol
- 2012 : 186 Dollars to Freedom : Maritza
- 2012 : La Tayson, corazón rebelde (série télévisée) (3 épisodes)
- 2013 : ¡Asu Mare! : l'amie d'Emilia
- 2013 : Mi amor, el wachimán (série télévisée) : Fabiola Goytizolo Mazzedo
- 2015 : El Beneficio de la Duda : Paola
- 2016 : Internet Drama (mini-série) : Moxxina (2 épisodes)
- 2017 : Aj Zombies! : Claudia
- 2018 : No Me Digas Solterona : Sol

## Discographie
- Who's That Girl ?